# Androcymbium bellum
Androcymbium bellum là một loài thực vật có hoa trong họ Colchicaceae. Loài này được Schltr. & K.Krause miêu tả khoa học đầu tiên năm 1921.